# Les P'tites Michu

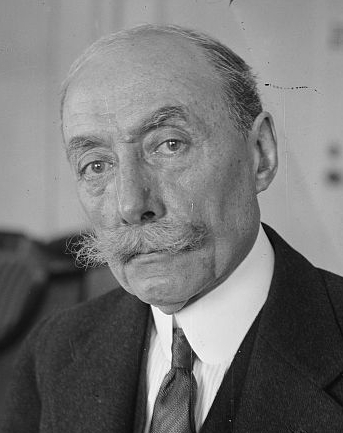
André Messager

Les P'tites Michu (De små Michubarnen) är en operett i tre akter med musik av André Messager och libretto av Albert Vanloo och Georges Duval. Verket utspelas i Paris åren efter franska revolutionen och skildrar komplikationerna efter att två flickor blev förväxlade vid födseln.
Operetten hade premiär på Théâtre des Bouffes-Parisiens i Paris den 16 november 1897 och framfördes mer än 150 gånger. Den blev en internationell succé med uppsättningar på fyra kontinenter däribland en osedvanligt lång speltid i London på över 400 föreställningar.

## Historia
Efter en avsevärd succé 1890 med sin opéra comique La Basoche hade Messager en rad fiaskon i rad. Bland dessa spelades Madame Chrysanthème (1893) 16 gånger i Paris, Mirette (1894), som skrevs för London, hade en lika olycksalig speltid, och Le Chevalier d'Harmental (1896) framfördes endast sex gånger på Opéra-Comique. En operett, La Fiancée en loterie (1896), lyckades uppnå 71 föreställningar och en "pièce fantastique", La Montagne enchantée (1897), lades ner efter 35 föreställningar. Missmodig efter dessa misslyckandes bestämde sig Messager för att aldrig mer komponera och drog sig tillbaka till en stuga på den engelska landsbygden med sin hustru, den irländska sångförfattarinnan Hope Temple. 1897 mottog han ett oombett libretto. Han visste inte då att tre andra kompositörer redan hade tackat nej till det, men librettot tilltalade honom mycket. Han började komponera och slutförde partituret på tre månader.
Den första föreställningen ägde rum på Théâtre des Bouffes-Parisiens den 16 november 1897 med Odette Dulac i en av titelrollerna.

## Roller
| Roller            | Röststämma  | Premiärbesättning 16 november 1897 (Dirigent: André Messager) |
| ----------------- | ----------- | ------------------------------------------------------------- |
| Général des Ifs   | bas         | Barral                                                        |
| Michu             | baryton     | Victor Regnard                                                |
| Aristide          | tenor       | Maurice Lamy                                                  |
| Bagnolet          | tenor       | Brunais                                                       |
| Gaston Rigaud     | baryton     | Henri Marchand                                                |
| Marie-Blanche     | sopran      | Alice Bonheur                                                 |
| Blanche-Marie     | sopran      | Odette Dulac                                                  |
| Mlle Herpin       | mezzosopran | Léonie Laporte                                                |
| Madame Michu      | sopran      | Vigouroux                                                     |
| Madame Rousselin  | sopran      | Lérys                                                         |
| Madame Saint-Phar | sopran      | Yrven                                                         |

## Handling
1793 dör hustrun till Marquis des Ifs i barnsäng. Innan markisen försvann för att undvika arrestering av de revolutionära styrkorna överlämnade han sin nyfödda flicka till familjen Michu och betalde dem så mycket att de kunde öppna en affär. Familjen Michu hade en egen dotter. När madame Michu badade de två flickorna råkade hon förväxla dem och kunde därefter inte säga vem som var dem.
Akt 1
1810 har flickorna Blanche-Marie och Marie-Blanche vuxit upp tillsammans och tror att de är tvillingar. De har gått i skola hos den militanta Mlle. Herpin. Michus bodbiträde Aristide är förälskad i en av flickorna men är inte säker på vem. Markisen är nu general och sänder Bagnolet att finna hans dotter. Han har lovat bort henne till löjtnant Gaston Rigaud, en officer som räddade hans liv. Det visar sig att Gaston är Mlle. Herpins brorson. Medan han besöker sin faster möter flickorna den vackre löjtnanten och båda blir förtjusta. Bagnolet finner familjen Michu. De generas över att inte kunna säga vem av flickorna som är generalens dotter.
Akt 2
Generalen och hans gäster inväntar dotterns ankomst. När paret Michu anländer blir generalen otålig över deras förklaring: han vill veta vem som är hans dotter och som ska gifta sig med löjtnanten. Blanche-Marie vet att systern föredrar Gaston och hon offrar sig och identifierar systern som generalens dotter.
Akt 3
Med tungt hjärta resignerar Blanche-Marie och går med på att gifta sig med Aristide, som hon finner ointressant. Å andra sidan, och till hennes fästmans och markisens förvåning, går Marie-Blanche till affären vid varje tillfälle för att hjälpa till. Hon inser att hon har gjort ett misstag: hennes syster älskar Gaston och själv föredrar hon det stilla livet i affären och ett giftermål med Aristide. På dagen för dubbelbröllopet letar Marie-Blanche efter ett porträtt av markisens hustru. Hon vill klä Blanche-Marie som markisinnan. Likheten är slående. Markisen tror att han ser sin  hustru: Blanche-Marie måste vara hans dotter.
De två paren förenas och allt slutar lyckligt. Madame Michu förbjuder sin make att leda de två kvinnorna uppför altargången: "Rör dem inte, du kommer bara blanda ihop dem igen!"
Källa: Gänzl and Lamb

## Musiknummer
Akt 1
- Ouvertyr

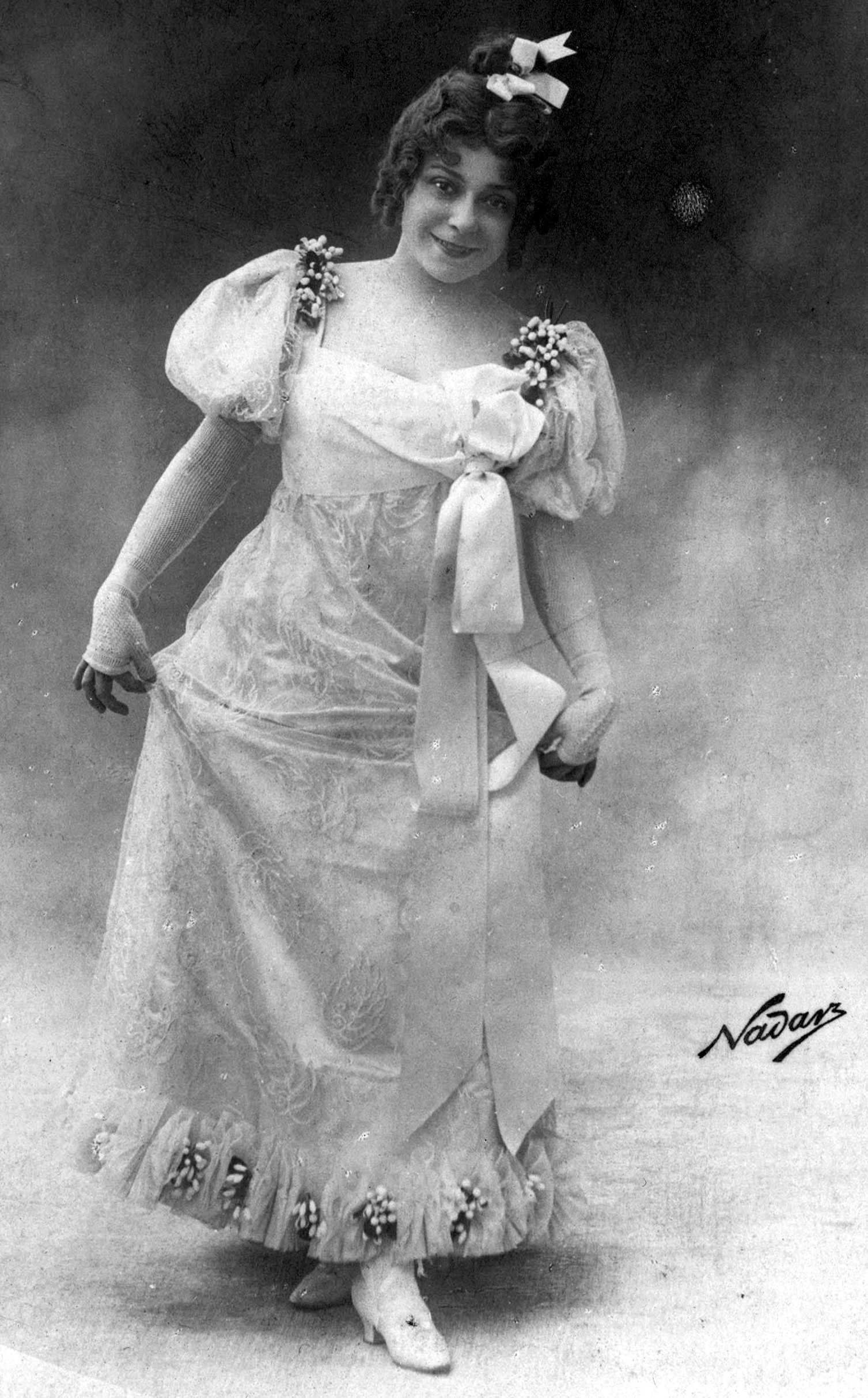
Mariette Sully som Marie-Blanche, 1899 års nypremiär

- Kör och couplets "Le tambour résonne"
- Duett "Blanche-Marie et Marie-Blanche" – De två systrarna
- Madrigal "Quoi, vous tremblez ma belle enfant" – Gaston
- Trio "Michu! Michu! Michu!" – Blanche-Marie, Marie-Blanche, Gaston
- Couplets "Sapristi! le beau militaire" – Marie-Blanche
- Trio "Nous v'là! Nous v'là!" et couplets "A l'ouvrage le matin" – Mme Michu, Michu, Aristide
- Ensemble "Voici papa, maman Gâteau" – Blanche-Marie och Marie-Blanche
- Couplets "Blanche Marie, si douce" – Aristide
- Final "Je viens d'entendre un roulement" – Alla

Akt 2
- Inledning och kör "A la santé du général"
- Rondo "Non, je n'ai jamais vu ça" – Generalen
- Kvartett "Entre là" – Blanche-Marie, Marie-Blanche, Michus
- Duett "Ah! Quel malheur, quel malheur" – Blanche-Marie, Marie-Blanche"
- Couplets "Me prenez-vous pour un conscrit" – Generalen
- Bön "St-Nicolas" – Blanche-Marie, Marie-Blanche
- Trio "C'est la fille du général" – Blanche-Marie, Marie-Blanche, Gaston
- Final: "Capitaine, approchez" et Couplets "Mesdames, grand merci" – Marie-Blanche

Akt 3
- Kör och ensemble "A la boutique"
- Couplets "Comme une girouette mon coeur tourmait" – Aristide
- Romance "Vois-tu, je m'en veux" – Blanche-Marie
- Kör "Bonjour, mesdam's les mariées" et ronde des Halles "On peux chercher en tous pays" – Marie-Blanche
- Duett "Rassurez-vous Monsieur Gaston" – Blanche-Marie, Gaston
- Sextett " Assieds-toi là" – Blanche-Marie, Marie-Blanche, Michus, Aristide, Gaston
- Final "Blanche-Marie et Marie-Blanche" – Alla